# Výmola

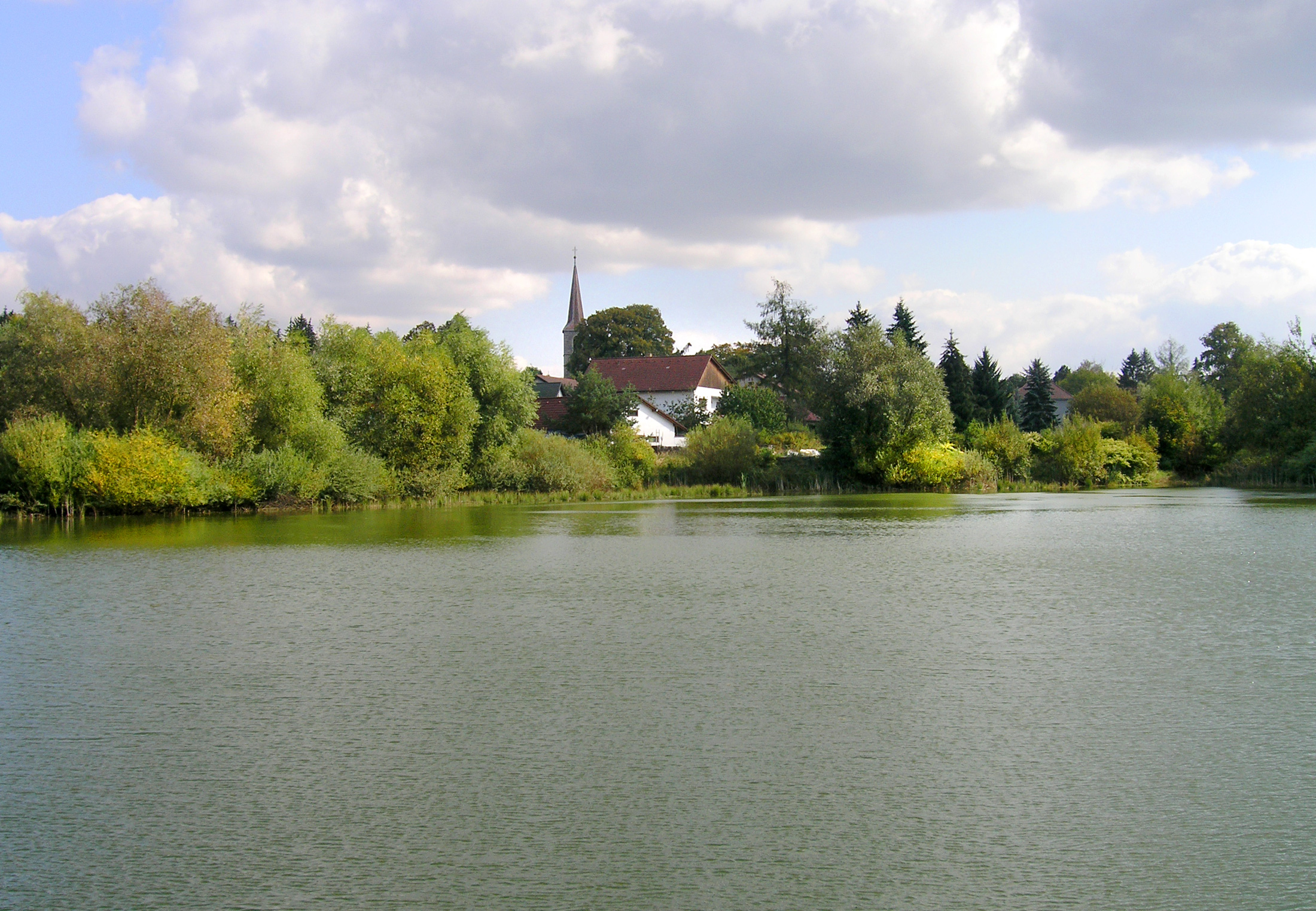
Návesní rybník, der erste der drei Teiche in Mukařov

Die Výmola (deutsch Wejmola, auch Auwaler Bach) ist ein linker Nebenfluss der Elbe in Tschechien.

## Verlauf
Die Výmola entspringt in der Prager Hochfläche (Pražská plošina) im nördlichen Teil des Dorfes Mukařov in 425 m ü. M. und wird dort in drei Teichen angestaut. Sie fließt zuerst nach Nordwesten über Babice, Březí, Sluštice und Květnice, wo sie sich nach Nordosten wendet. Der weitere Lauf führt über Úvaly, Hodov, Tlustovousy, Vyšehořovice, Župava bis Kozovazy. Bei Chudomel wird der Fluss durch die Autobahn D 11 / E 67 überbrückt. Weitere Ort an der Výmola sind Starý Dvůr, Mochov und Císařská Kuchyně. Bei Sedlčánky mündet die Výmola nach 33,1 km in 172 m ü. M. in die Elbe. Ihr Einzugsgebiet betrügt 124,1 km².

## Zuflüsse
- Sibřinský potok (l), unterhalb Květnice
- Dobročovický potok (r), bei Dobročovice
- Škvorecký potok (r), in Úvaly
- Přišimaský potok (r), in Úvaly
- Tuklatský potok (r), bei Tlustovousy
- Jirenský potok (l), bei Horoušany